# Coscinia rippertii
Coscinia rippertii là một loài bướm đêm thuộc phân họ Arctiinae, họ Erebidae.